# Хронология армянской государственности
Хронология армянской государственности — список армянских государств и государственных образований с древних времён до наших дней.

## Древний мир

### Государства
- Хайаса — XV век до н. э. — XIII век до н. э.[1][2][3][4][5][6][7]
- Урарту — 860 до н. э. — 590 до н. э.[8][9]
- Айраратское царство — 331—200 гг. до н. э.
- Малая Армения — 322—115 гг. до н. э.
- Софенское царство — III век до н. э. — 94 г. до н. э.
- Великая Армения — 190 г. до н. э. — 387 г. н. э.
- Коммагена — 163 г. до н. э. — 72 г. н. э.[10][11]

### Вассальные государства
- Великая Армения — 387 — 428 гг.
- Малая Армения — 115 г. до н. э.—71 г.н.э.

## Средневековье

### Государства
- Армянское царство Багратидов — 884/885—1045 гг.[12]
- Парисосское царство — 958 — 1003 гг.[13][14]
- Государство Филарета Варажнуни — 1071—1086 гг.[12][15]
- Киликийское армянское государство — 1080—1375 гг.[12][16]
- Кесунское княжество  — 1086 — 1117 гг.

### Вассальные государства и государственные образования
- Первая Армения — 378—536 гг.
- Вторая Армения — 378—536 гг.
- Третья Армения — 535—536 гг.

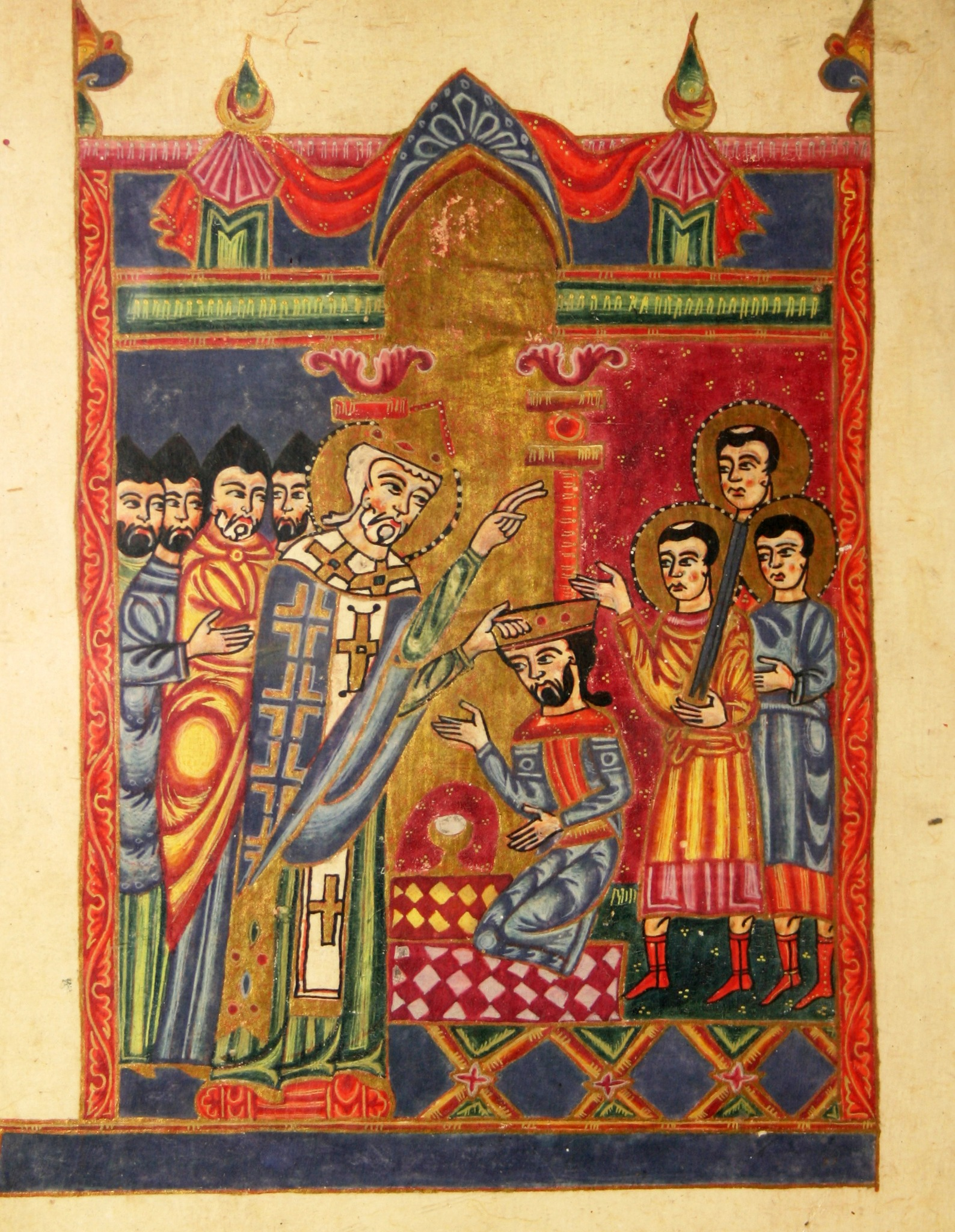
Ахтамарский католикос Закария III помазывает на царство своего племянника Смбата, рук. 1471 года

- Марзпанская Армения — 428 — 636 гг.[18][19]
- Армянский эмират — административная единица с 701 в составе провинции Xалифатa
- Хаченское княжество[20] — 821 — 1603 гг.
- Тайк-Кхарджк(царство Иверия с 888 г.)-881-1000 гг.
- Васпуараканское царство — 908 — 1021 гг.[12]
- Карсское царство — 963 — 1064 гг.[12]
- Ташир-Дзорагетское царство[20] — 972/979—1010/1013[12] и 1185—1261 гг.
- Сюникское царство[20] — 987 — 1170 гг.[12]
- Захаридская Армения — 1195 — 1261 гг.[21][22]
- Сюникское княжество Орбелянов[23] — 1211 — 1435 гг.
- Эдесское княжество  — 1083 — 1098 гг.
- Сасун — X-XIII вв [24]
- Княжество Мелитены  — 1071 — 1104 гг.
- Княжество Пир   — 1086 — 1100 гг.

## Новое время

### Aвтономные образования
- Меликства Хамсы (в Нагорном Карабахе) — 1603—конец XVIII века[20][25][26][27] (в составе Персидской империи Сефевидов/Каджаров)
- Меликства Сюника — XV—XVIII вв.[28]
- Кашатагское меликство — XV—XVII вв.[29][30][31][32][33]

## Новейшее время
- Первая Республика Армения — 28 мая 1918 — 29 ноября 1920
- Республика Горная Армения — 25 декабря 1920 — 9 июля 1921
- Социалистическая Советская Республика Армения — 29 ноября 1920 — 5 декабря 1936
- Армянская Советская Социалистическая Республика — 29 ноября 1920 — 21 сентября 1991
- Республика Армения — с 21 сентября 1991
- Непризнанная Нагорно-Карабахская Республика — с 2 сентября 1991

## Галерея

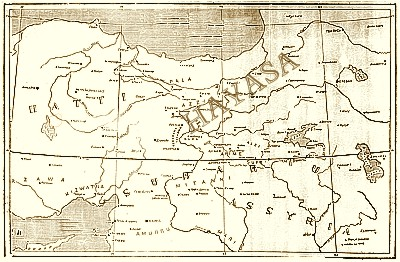
Царство Хайаса (XVI—XIII вв. до н. э.)
Армения на древнейшей римской карте Помпонии Мела, I век до н. э.
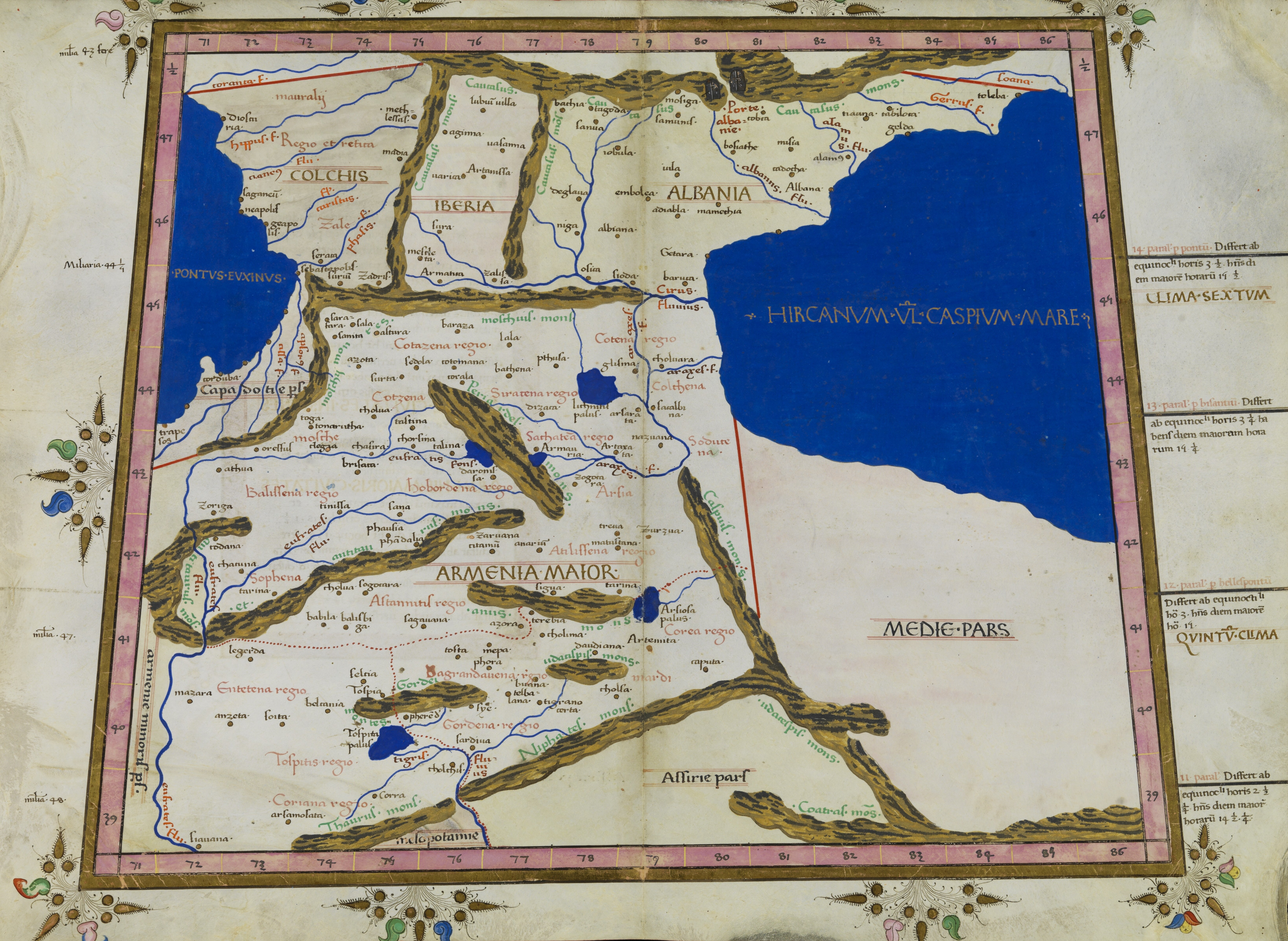
Карта Птолемея
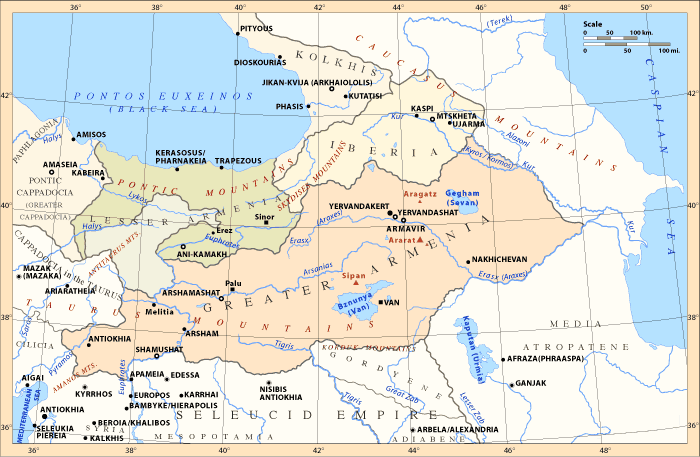
Армянское царство в эпоху Ервандидов, IV—II вв. до н. э.
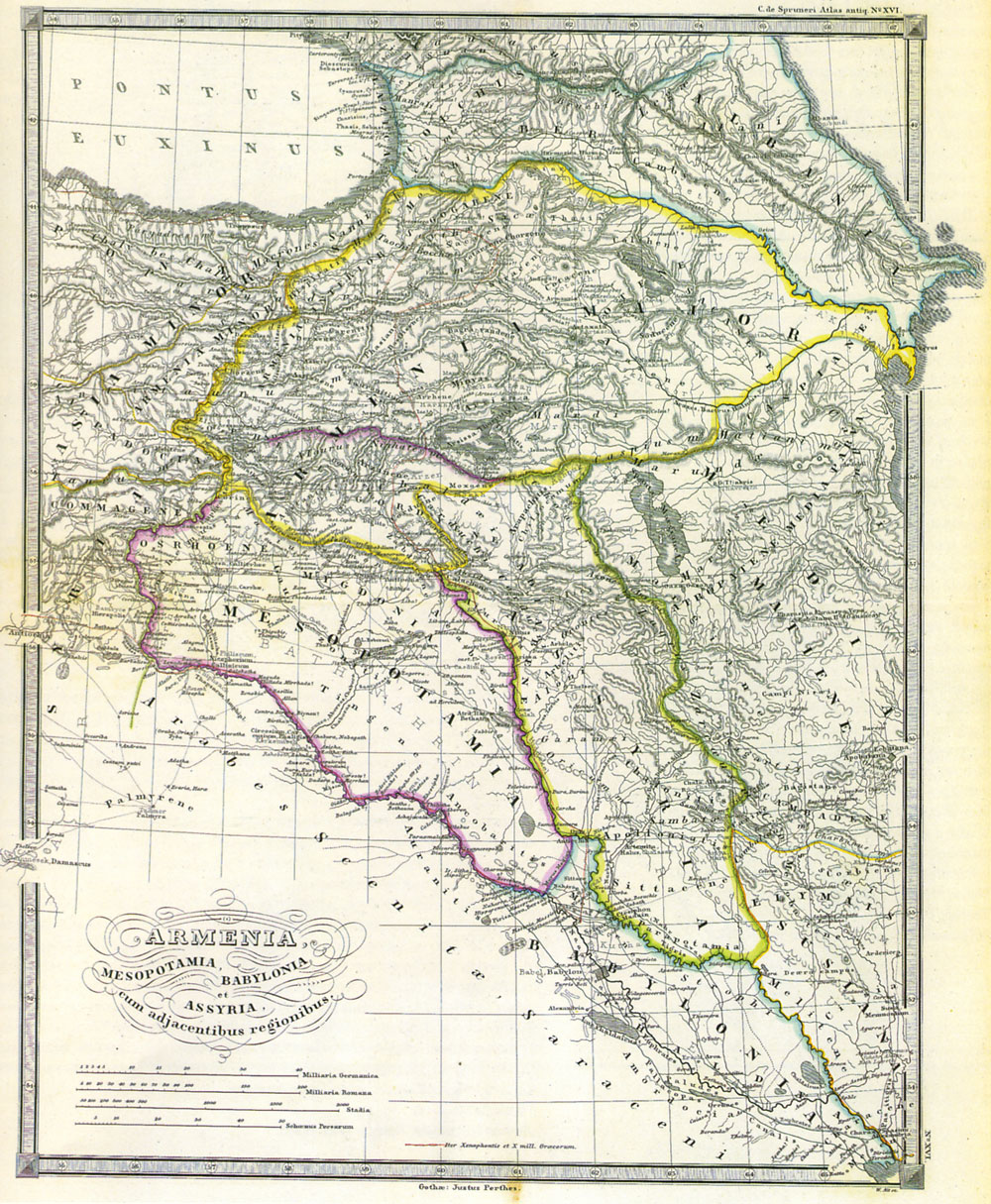
Армения, Месопотамия, Вавилон и Ассирия с прилегающими регионами. Карл фон Шпрунер, опубликована в 1865 году.
Великая Армения в I—IV веках, по карте-вкладышу ко II тому «Всемирной истории» (М., 1956) (Заштрихованы земли Великой Армении, отошедшие от неё к соседним государствам после раздела в 387 году). В центре Марзпанская Армения V—VIII века
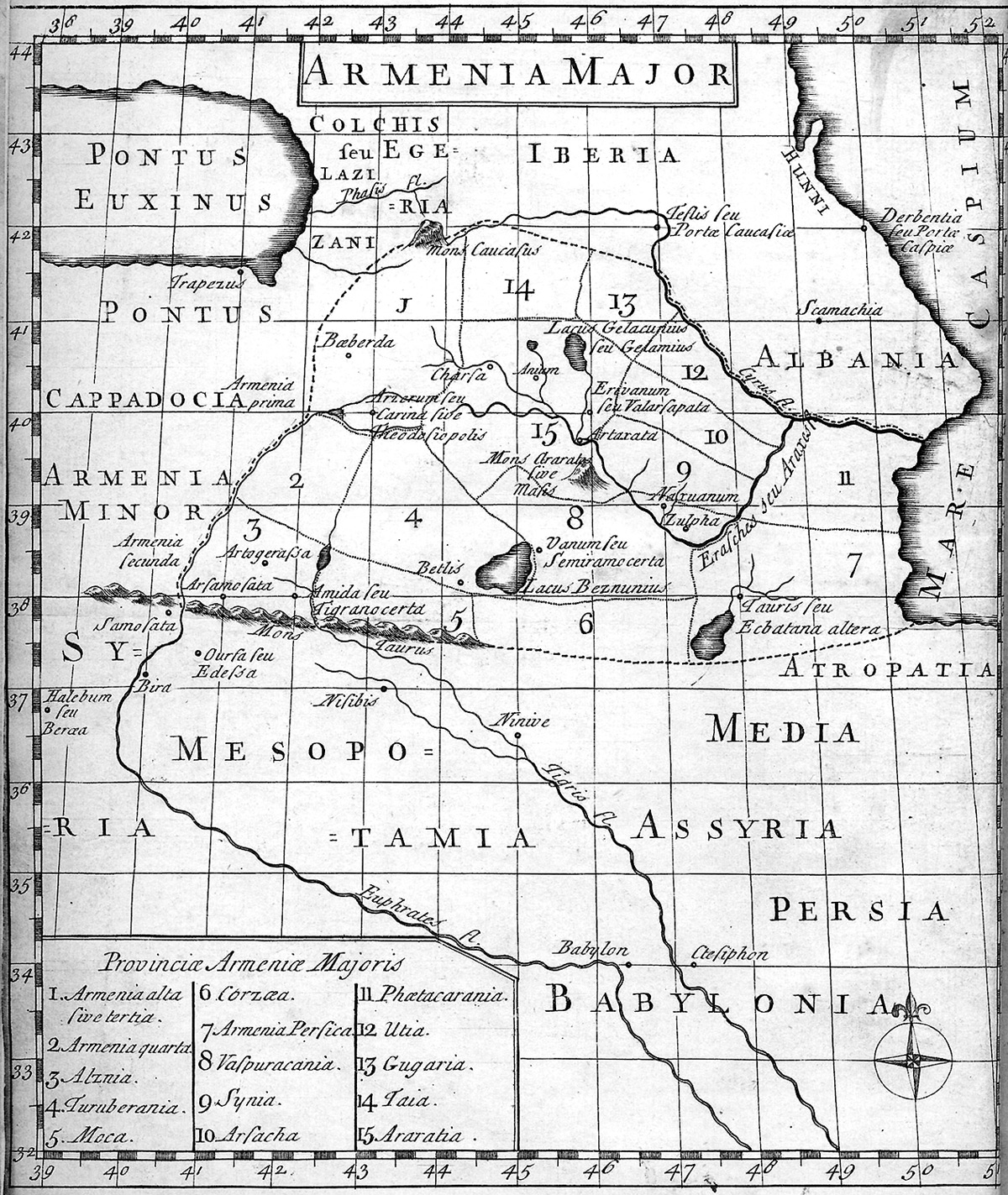
Провинции Великой Армении. George Whiston, опубликована в 1736 году
Киликийское армянское государство, 1080—1375 гг.
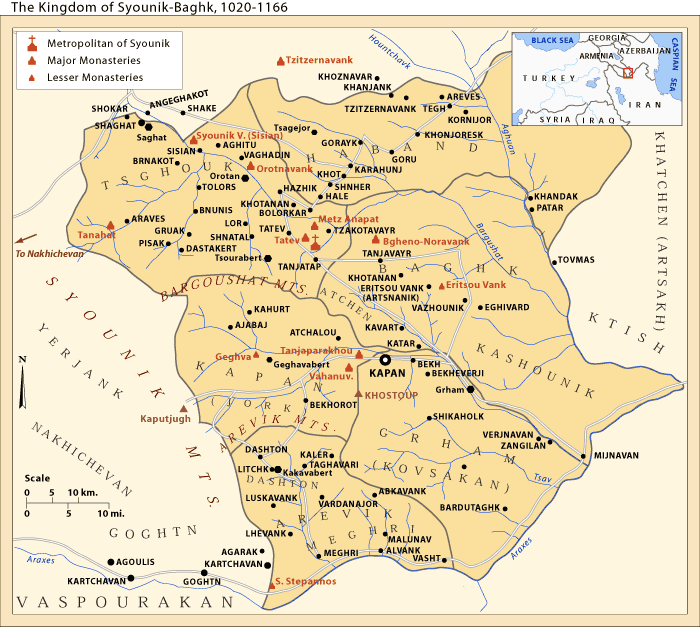
Сюникское царство в 1020—1166 годах
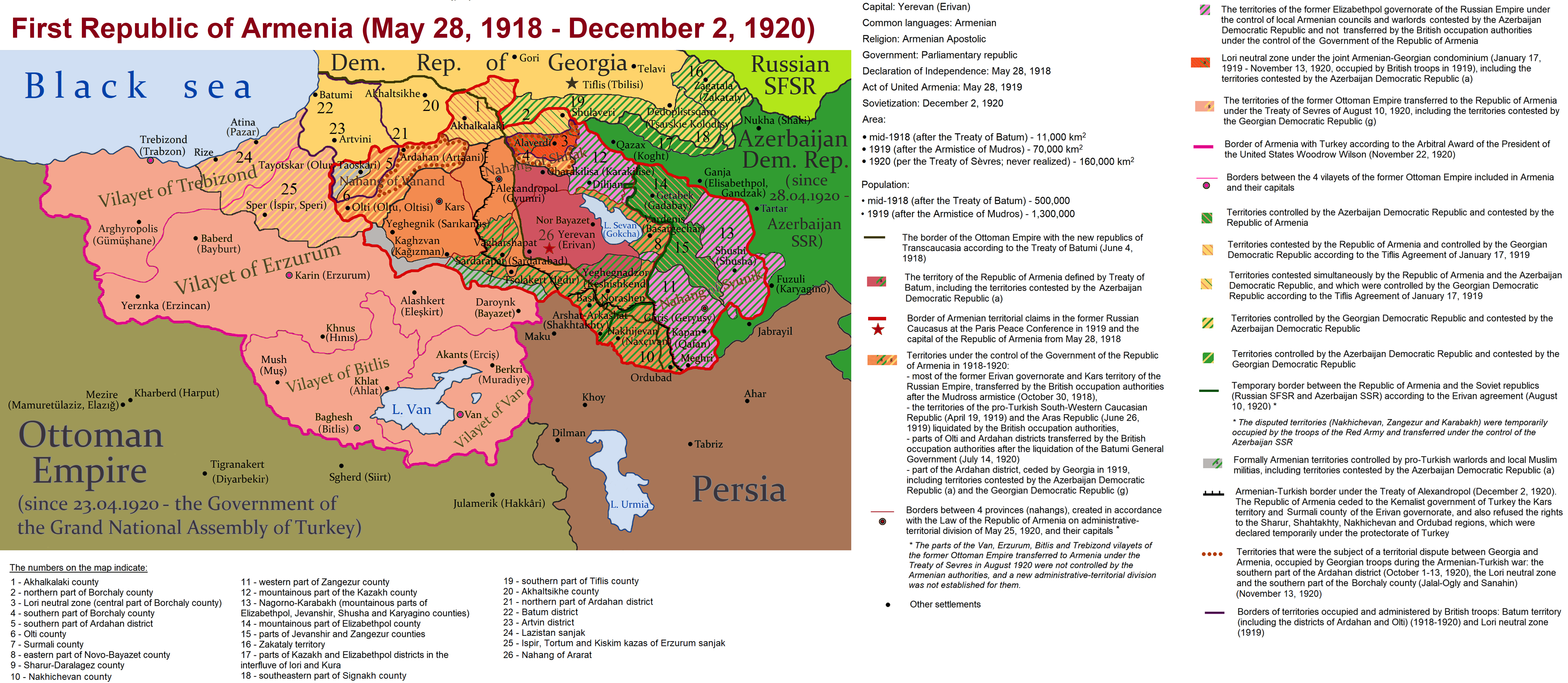
Первая Республика Армения

### Книги
На русском языке
- Абаза В.А. История Армении. — 2-е изд.. — СПб.: Типография И.Н. Скороходова, 1888. — 129 с.
- Глинка С. Н. Обозрение истории армянского народа от начала бытия его до возрождения области Армянской в Российской Империи. — Часть 1. — М.: Типография Лазаревых Института восточных языков, 1832. — 294 с.
- Глинка С. Н. Обозрение истории армянского народа от начала бытия его до возрождения области Армянской в Российской Империи. — Часть 2. — М.: Типография Лазаревых Института восточных языков, 1833. — 273 с.
- И. Джавахов. Государственный строй древней Грузии и древней Армении. — СПб.: Тип. Имп. академии наук, 1905. — Т. 1.
- Анания Ширакаци. Армянская география VII в. по Р. Х. (приписывавшаяся Моисею Хоренскому). Пер. с др.-арм. и коммент. К.П.Патканова. Вступит. ст. К.П.Патканова. = Աշխարհացույց. VII վ. — СПб.: Типография Императорской Академии Наук, 1877.
- Хачикян А.Э. История Армении. Краткий очерк. — 3-е изд., перераб. и доп.. — Ереван: Эдит Принт, 2016. — 311 с. — ISBN 978-9939-52-083-4.
- Еремян С.Т. Армения согласно "Географии" 7-го века = Հայաստանը ըստ «Աշխարհացոյց». — Ереван, 1963.
- Фавстос Бузанд. История Армении / Еремян С.Т.. — Ереван: АН АССР, 1953. Так же доступна на сайте vehi.net.
- М. Хоренский. История Армении. Перевод Н.О. Эмина (с примечаниями и приложениями).. — М.: Типография В.А. Гатцук, 1893. — 363 с.
  - Мовсес Хоренаци. История Армении / Пер. с древнеарм. языка, примечания Г. Саркисяна; Ред. С. Аревшатян. — Ереван: Айастан, 1990.
- В.Г. Тунян. Фальсификация истории восстановления армянской государственности в азербайджанской историографии. — Ереван: ЕГУ, 2018. — С. 396. — ISBN 978-5-8080-2314-5.

На английском языке
- Robert H. Hewsen. Armenia: A Historical Atlas. — University of Chicago Press, 2001.
- Robert H. Hewsen. The Geography of Ananias of Sirak (ASXARHACOYC). — Reichert, 1992. — 501 p.
- Elizabeth Redgate. The Armenians (1st ed.). — Oxford, UK: Blackwell Publishers, 2000. — 352 с. — ISBN 9780631220374.
- Richard G. Hovannisian. Armenia on the Road to Independence (англ.). — University of California Press, 1967. — 364 p.
- George A. Bournoutian. Armenian // An Ethnohistorical Dictionary of the Russian and Soviet Empires / James Stuart Olson, Lee Brigance Pappas, Nicholas Charles Pappas. — Westport, Conn.: Greenwood press, 1994. — 840 p. — ISBN 9780313274978.
- Simon Payaslian[англ.]. The History of Armenia: From the Origins to the Present. — NY: Palgrave Macmillan US, 2008. — 294 p. — ISBN 9780230608580.
- Christopher J. Walker. The Armenian presence in mountainous Karabakh // Transcaucasian Boundaries / John Wright, Richard Schofield, Suzanne Goldenberg. — Psychology Press, 2004. — 248 p. — ISBN 9780203214473.
- Ronald Grigor Suny. Looking toward Ararat: Armenia in modern history. — Bloomington and Indianapolis: Indiana University Press, 1993. — 289 p. — ISBN 0253207738.
- Joseph R. Masih, Robert O. Krikorian. Armenia At the Crossroads (англ.). — Amsterdam: Harwood Academic Publishers, 1999. — 142 p. — ISBN 9789057023446.
- Armenia // A Political Chronology of the Middle East / David Lea, Annamarie Rowe, Dr. Isabel Miller. — First edition. — UK: Psychology Press, 2001. — 282 p. — ISBN 9781857431155.
- Arminiya // The encyclopedia of Islam / H. A. R. Gibb, J. H. Kramers, E. Levi-Provençal, J. Schacht, B. Lewis, Ch. Pellat. Assisted by S. M. Stern (pp. 1—330), C. Dumont and R. M. Savory (pp. 321—1359). — Leiden, Netherlands: E.J. Brill, 1986. — Vol. I. A-B. — P. 634—650. — 1359 p. — ISBN 90-04-08114-3.